# 괴뢰정권
괴뢰정권(傀儡政權, 영어: puppet state)은 스스로 독립적인 국가의 정부를 주장하나 실제로는 전적으로 외부 세력의 조종을 받는 정권을 가리키는 말이다. 수립 당초부터 영역 지배를 실시하고 있는 정권이 괴뢰정권인 국가는 괴뢰국(傀儡國) 또는 괴뢰정부(傀儡政府)라고 부르기도 한다.

## 정의
'괴뢰'(傀儡)라는 한자어는 '꼭두각시'라는 의미로, 좁은 의미로는 타국이 군사적으로 점령한 지역에 형식적인 권한만 가진 정부를 세우는 명백한 경우를 가리키나, 실제로는 더 광의적으로 외부 세력의 지배를 받는 정권을 가리키거나 상대 정권이 그러한 상황이라고 주장하며 정통성을 부정하는 입장을 드러내는 표현이기도 하다. 그 때문에 어느 정권이 괴뢰정권인지를 평가할 때에는 가치 판단이 수반되는 것이 필연적이다. 특히 내란에 외세가 개입하여 만들어진 여러 개의 정권이 존재하고 있는 경우는 서로가 상대의 정권을 두고 그 후원자가 되고 있는 외부 세력의 괴뢰 정권이라고 비난하는 경우가 많다. 역사상 존재했던 정권에 대해서도, 여전히 그렇게 이름을 붙일 수 있는지에 대하여 지금까지 논쟁이 계속되는 경우도 있다. 특히 종속국, 위성국가 등 유사한 경우와의 구분도 모호하다.

## 사례

### 고대와 중세
- 보덕국: 신라가 한반도 남부를 통일한 후 고구려 유민들을 달래기 위해 만든 괴뢰 국가이다.
- 동란국: 요나라가 발해를 멸망시킨 후, 발해유민들의 저항을 무마하려고 만든 괴뢰 국가이다.
- 후량: 남북조 시대 때 서위가 세운 괴뢰 국가이다.

### 프랑스 혁명 직후
- 프랑스 혁명 전쟁(1792-1802): 프랑스 혁명으로 들어선 프랑스 제1공화국은 주변의 군주제 국가들과 충돌하며 프랑스 혁명 전쟁에 돌입했고, 이때 인접한 이탈리아, 네덜란드 등지의 점령지에 공화제 정권들을 세웠는데 이를 자매 공화국이라 한다. 현지 공화주의자들의 협력을 얻었으나 프랑스의 군사적 영향력에 의존하였고 대부분 오래 지나지 않아 현지 왕정이 복귀하며 무너졌다. 이탈리아의 치살피나 공화국, 리구리아 공화국, 로마 공화국 등 외에도 네덜란드의 바타비아 공화국, 스위스의 헬베티아 공화국 등이 있었다.
- 나폴레옹 전쟁(1803-1815): 나폴레옹이 이끄는 프랑스 제1제국은 나폴레옹 전쟁 동안 유럽의 넓은 지역을 점령하고 현지에 여러 위성국가들을 세웠다. 전쟁에서 나폴레옹이 패전하며 무너졌으나 이후 유럽 여러 지역의 민족 국가 수립에 영향을 끼쳤다. 대표적으로 독일의 라인 동맹 국가들, 이탈리아 왕국, 바르샤바 공국 등이 있었다.

### 제1차 세계대전

#### 독일 제국
독일 제국은 제1차 세계대전 동안, 특히 러시아 내전으로 중앙권력이 약화된 동안 점령한 러시아 제국의 영토 중 러시아인이 아닌 민족이 사는 지역에 현지 민족주의자들의 협력으로 친독일 국가들의 수립을 도왔다. 이들 중 벨라루스, 우크라이나, 조지아는 볼셰비키의 재침공으로 다시 소련의 일부가 되었으나 나머지는 독립한 주권국가로 이어졌다.
- 핀란드 왕국
- 폴란드 섭정왕국
- 리투아니아 왕국
- 쿠를란트-젬갈렌 공국
- 벨라루스 민주공화국
- 우크라이나국
- 조지아 민주공화국
- 크림 지방정부
- 발트 연합공국

### 제2차 세계대전

#### 일본 제국
일본 제국은 중일 전쟁 이전에 수립된 만주국과 몽강국을 비롯하여, 중일 전쟁 중 일시적 통치를 위해 많은 괴뢰 정부들을 수립하였었다.
- 만주국 (1932-1945): 일본 제국 관동군이 주체가 되어 건국하여 실질적인 권력을 잡았다. 이들은 청나라의 마지막 황제 푸이를 내세워 정통성을 주장하며 만주국을 건국했다.[1] 사실상의 일본의 식민지였던 것으로 여겨지며, 대표적인 권력자이던 2키 3스케 중 한 명인 도조 히데키는 후에 총리가 되어 일본을 전쟁으로 몰고 갔다.
- 기동방공자치정부 (1935-1938): 허베이성 동부에 1930년 후반 완충국 목적으로 존재하던 일본 제국의 괴뢰국 중 하나이다.
- 찰남자치정부 (1937-1939): 일본군이 칼간 등 차하르성 남부를 점령한 후 세운 지역 정부. 1939년 몽강국으로 통합되었다.
- 진북자치정부 (1937-1939): 일본군이 산서성 북부를 점령한 후 세운 지역 정부. 1939년 몽강국으로 통합되었다.
- 몽골연맹자치정부 (1936-1939):  내몽골 독립 운동가인 데므치그돈로브에 의해 1936년 5월 12일 몽골군 정부로서 수립되었고, 1937년 10월에 몽골연맹자치정부로 이름을 바꾸었다. 1939년 몽강국으로 통합되었다.
- 몽강연합자치정부 (1939-1945): 1936년 수립된 데므치그돈로브의 몽골연맹자치정부가 전신으로, 1939년 9월 1일에 찰남자치정부, 진북자치정부를 통합하여 다시 몽강연합자치정부(이하 몽강국)로 개칭하였다. 다만 몽강국은 사실상 만주국의 군사적 지배 하에 있었다.
- 상하이시 대도정부 (1937-1938): 중일전쟁의 전투 중 하나인 제2차 상하이 사변으로 인해 건국되어 8개월이라는 짧은 기간 존재했던 일본의 괴뢰 정부
- 중화민국 임시 정부 (1937-1940): 중일 전쟁 기간 임시 정부로 탄생한 일본 제국의 괴뢰 정권이다.
- 중화민국 유신정부 (1938-1940): 중일 전쟁 중 존재하던 일본의 괴뢰국 형태의 중국 임시정부이다.
- 왕징웨이 정권 (1940-1945): 왕징웨이가 일본군의 지원을 받아 난징시에 설립한 국민당 정부이다.

다음은 일본군이 동남아시아, 남아시아 지역까지 점령하기 시작하며 세워진 괴뢰국들이다.
- 버마국 (1942-1945): 일본 제국이 버마 지역에 세운 괴뢰 정권
- 필리핀 제2공화국 (1943-1945): 호세 라우렐을 대통령으로 하여 필리핀에 세워진 괴뢰 정권
- 자유 인도 임시정부 (1943-1945): 수바스 찬드라 보스가 일본 군부의 지원을 받아 수립한 정부

제2차 세계 대전 말기 일본이 라오스 국경을 넘어오자 버마로 가는 길을 터주고 이 지역을 함께 점령하고 있던 비시 프랑스 정부의 프랑스령 인도차이나 총독부는 1944년 비시 프랑스가 몰락하자 자유 프랑스 측으로 갈아타려는 움직임을 보였고, 이에 불안감을 느낀 일본이 쿠데타를 일으켰다. 1945년 3월 프랑스 총독부를 폐지시키고 행정권까지 장악한 뒤 프랑스인들을 인도차이나 반도에서 몰아내었고, 다음 각 지역의 명목상 군주들을 수반으로 한 괴뢰국들을 세웠다. 이들은 모두 8월 일본이 최종적으로 패전하면서 무너졌다.
- 베트남 제국 (1945년 3월-8월): 바오 다이 국왕이 일본군에 협력하여 세웠던 국가
- 캄푸치아 왕국 (1945년 3월-8월): 일본군이 프랑스 총독부를 몰아내자 노로돔 시아누크 국왕이 1945년 3월 12일에 캄보디아의 독립을 선언하였다. 그러나 일본이 연합국에 항복하면서 1946년에는 다시 프랑스의 보호령으로 돌아왔다.
- 라오스 왕국 (1945년 4월-8월): 일본 점령 이후 시사방봉 국왕이 독립 선언한 국가

#### 추축국
- 슬로바키아 공화국(1939-1945): 독일이 체코슬로바키아의 체코 지역을 점령한 이후 슬로바키아 인민당의 요제프 티소를 시켜 슬로바키아 지역에 세우게 한 괴뢰국. 체코 지역의 보헤미아 모라바 보호령은 사실상 완전히 점령되어 있던 지역으로서, 독립적인 괴뢰국으로는 여겨지지 않는다.
- 비시 프랑스 (1940-1942): 나치 독일이 프랑스 점령 후 필리프 페탱에 프랑스 남부에 대한 일부 통치권을 위임하여 세운 괴뢰 정권이다. 자유 프랑스와 대립하였다.
- 알바니아 왕국 (1939-1943) : 이탈리아 왕국이 알바니아를 점령해 세운 괴뢰국
- 크로아티아 독립국 (1941-1945): 추축국이던 나치 독일, 이탈리아 왕국, 헝가리 왕국이 크로아티아와 보스니아 지역에 세운 괴뢰 국가.
- 그리스국 (1941-1944)
- 세르비아 구국정부 (1941-1944): 세르비아 지역에 2번째로 세워진 괴뢰정부. 몬테네그로 지역은 이탈리아 왕국의 완전한 보호령으로 있었다.
- 로코트 자치국 (1941-1943): 제2차 대전 중 나치 독일이 러시아 일부 지역에 세웠던 괴뢰 정부
- 벨라루스 중앙 라다 (1943-1944): 제2차 대전 중 나치 독일이 벨라루스에 세운 괴뢰 국가.
- 노르웨이 크비슬링 정부 (1942-1945)
- 이탈리아 사회공화국 (1943-1945): 무솔리니의 파시스트당이 실각하고 이탈리아 정부가 연합국 점령 하의 남부 지역으로 옮겨가자 독일이 이탈리아 북부를 점령하고 망명한 무솔리니를 세워 통치하게 한 정권. 살로 공화국이라고도 불린다.
- 알바니아 왕국(1943-1944): 이탈리아 왕국이 추축국에서 이탈하자 나치 독일이 이탈리아의 괴뢰국이였던 알바니아를 점령해서 세운 괴뢰 국가.
- 헝가리 국민단결정부(1944-1945): 나치 독일이 1944년 헝가리를 점령한 뒤 화살십자당의 당수이던 살러시 페렌츠를 지도자로 하여 세운 괴뢰국

#### 연합국
- 이라크 왕국 (1941-1947): 1941년 4월 라시드 알리에 의해 친-나치 쿠데타가 일어나자 영국이 침공하여 군부를 몰아낸 이후 통치에 개입하던 시기. 1942년에는 영국이 시킨 바에 따라 이라크가 추축국에 선전 포고하였다.
- 이란 팔라비 왕조 (1941-1943): 이란이 독일에 접근하는 것을 우려한 영국-소련의 이란 침공으로 레자 샤 팔라비가 물러난 이후 연합국이 통치에 개입하던 시기.

### 탈식민화
- 코친차이나 공화국: 베트남 남부 코친차이나에 1946년부터 1949년까지 존속한 공화국이다. 프랑스의 영향력 하에 존재한 괴뢰 공화국이었다.
- 베트남국: 제1차 인도차이나 전쟁중에 프랑스가 당시 유명무실하였던 응우옌 왕조의 황제를 국가원수로 삼아 베트남 민주공화국의 대항 세력으로서 건국하였다.
- 네덜란드령 동인도: 인도네시아 독립 전쟁 시기 네덜란드는 동인도네시아국 등 여러 괴뢰국을 형성하여 대응했으나 1950년까지 모두 인도네시아로 들어갔다.
- 카탕가국: 벨기에령 콩고가 1960년 콩고-레오폴드빌로 독립하자 벨기에가 이권 보호를 위하여 분리주의 반군의 카탕가국 수립을 지원했다.
- 동티모르 (1975-1976): 1975년 인도네시아의 동티모르 침공 이후 인도네시아가 수립시킨 잠정 정부. 1976년 인도네시아로 합병이 선언되었다.
- 반투스탄: 1970년대에서 1980년대까지 남아프리카 공화국이 인종 분리를 위하여 형식적인 독립을 부여한 원주민 국가들.

### 냉전 이후
- 쿠웨이트 공화국 (1990년 8월): 이라크의 바트당 정권이 쿠웨이트 침공 이후 쿠데타를 조작하여 일시적으로 세운 정권. 몇주만에 이라크로 병합이 선언되었으나 걸프 전쟁에서 이라크가 패하면서 다시 독립하였다.
- 세르비아 크라이나 공화국 (1991-1995): 크로아티아 전쟁 중 세르비아의 슬로보단 밀로셰비치 정권이 세운 괴뢰 정부
- 아르차흐 공화국 (1991-2023): 국제적으로 아제르바이잔의 영토로 인정되는 아르메니아인 다수 지역에 세워진 미승인국. 여러 측면에서 사실상 아르메니아의 일부처럼 기능하였으며 둘을 잇는 라친 회랑에는 러시아군이 주둔하였다.
- 이라크 (2003-2005): 미국 등 연합국의 이라크 침공 이후 일시적으로 세워진 이라크 잠정정부와 연합국 잠정당국 통치기. 이후 이라크 과도정부를 거쳐 이라크 공화국으로 주권이 반환되었다.
- 도네츠크 인민공화국,  루간스크 인민공화국 (2014-2022): 국제적으로 우크라이나의 영토로 인정되는 돈바스 지역의 친러 반군이 수립한 이후 러시아의 조종을 받던 정권으로, 시민 다수가 러시아 여권을 가진다. 2022년 러시아의 우크라이나 침공 이후 2022년 9월 30일에는 러시아 연방으로의 공식 합병을 선언하였으나 대부분의 국가로부터 승인받지 못하였다.

### 현존
- 북키프로스(1983-): 키프로스 섬 북부에 튀르키예의 개입으로 세워진 자칭 독립국으로, 국제사회는 키프로스 공화국을 유일한 합법 정부로 규정하고 북키프로스를 튀르키예의 괴뢰정부로 간주하고 있다. 튀르키예군이 주둔하며 국제적으로 고립되어 있어 튀르키예의 원조와 개입에 의존한다. 다만 일부 전문가들은 독립적인 선거와 임명이 이루어진다는 점에서 괴뢰국으로는 보기 어렵다고 주장한다.
- 트란스니스트리아 (1991-): 국제적으로 몰도바의 영토로 인정되는 지역에 러시아의 지원으로 세워진 정권으로 현재도 러시아군이 주둔하고 있다. 정치적으로도 러시아와의 통합을 목적으로 하나 독자적인 정부, 의회, 통화 등이 있다는 점에서 괴뢰국인지의 여부는 논쟁적이다.
- 압하지야,  남오세티야 (1992-): 국제적으로 조지아의 영토로 인정되는 소수민족 지역에 러시아군의 개입으로 세워진 미승인국으로, 경제적으로 러시아에 거의 전적으로 의존하며 통화도 루블화를 쓴다. 시민 다수가 러시아 여권을 가지고 있다. 남오세티야의 경우 사람과 물자의 이동이 모두 러시아를 통해야 한다.
- 와방: 와족 반군에 의해 수립된 미얀마의 사실상 독립 지역인 와방은 일부 전문가들에 의해 중화인민공화국과 연관된 괴뢰정부로 여겨지고 있다.[2][3]

## 같이 보기
- 위성 국가
- 완충국
- 종속국
- 미승인 국가 목록